# Coppa ASAR 1909-1910
La Coppa ASAR 1909-1910 è stata la prima edizione del campionato rumeno di calcio, disputata nel dicembre 1909 subito dopo la fondazione della Federcalcio rumena. Si concluse con la vittoria finale dell'Olympia Bucureṣti.

## Contesto storico
Nell'ottobre 1909 venne fondata la ASAR (Asociaţiunea Societăţilor Atletice din România, traducibile in "Associazione delle società atletiche in Romania) con 3 squadre fondatrici, nelle quali militavano in maggioranza atleti stranieri. Nel dicembre dello stesso anno venne organizzata tra queste squadre la Cupa ASAR, considerato il primo campionato nazionale.

## Avvenimenti
Non si conosce con certezza il risultato finale tra l'United e l'Olimpia. Il 3-3 deriva da una probabile pubblicazione sul quotidiano Minerva del 13 dicembre 1909 non confermata. L'Annuario del Footbal indica come vincitrice del torneo l'Olimpia.
Alla fine degli anni novanta Lazăr Breyer, primo segretario dell'ASAR e giocatore dell'Olympia, consegnò all'IFFHS i documenti e la sua testimonianza in qualità di ex-calciatore che la sua squadra perse contro l'United 1-0 e fu il Colentina il vero campione, tesi ulteriormente confermata da Gheorghe Costescu ma la federazione calcistica rumena non deliberò nulla a proposito mantenendo l'Olympia come primo campione di Romania.
La probabile formazione della squadra campione fu: R.Winter - Charles Viereck (căpitan), Mario Gebauer - Gogu Niculescu, Th.Davilla, H.Grunberg - Nicu Apostolescu, Gogu Dragomirescu, Boris Ioanin, Hart, Lazăr Breyer.

## Classifica finale
|  | Pos. | Squadra             | Pt | G | V | N | P | GF | GS | DR |
|  | ---- | ------------------- | -- | - | - | - | - | -- | -- | -- |
|  | 1.   | Olympia Bucureṣti   | 2  | 1 | 1 | 0 | 0 | 2  | 1  | +1 |
|  | 2.   | Colentina Bucureṣti | 2  | 2 | 1 | 0 | 1 | 3  | 2  | +1 |
|  | 3.   | United AC Ploiești  | 0  | 1 | 0 | 0 | 1 | 0  | 2  | -2 |

Legenda:

      Campione 
Note:

Due punti a vittoria, uno a pareggio, zero a sconfitta.

### Verdetti
- Olympia Bucarest Campione di Romania 1909-10.

## Risultati
| Bucarest 6 dicembre 1909 | Olympia Bucarest | 2 – 1 | Colentina Bucarest | Bolta Rece |

| Ploiești 11 dicembre 1909 | United Ploiești | 3 – 3 | Olympia Bucarest | La Sosea |

| Bucarest 15 dicembre 1909 | Colentina Bucarest | 2 – 0 | United Ploiești | Olimpia |